# Grubbmyrtjärnen, Lappland
Grubbmyrtjärnen är en sjö i Malå kommun i Lappland och ingår i Skellefteälvens huvudavrinningsområde.